# Крепость Узень
Крепость Узень — село в Новоузенском районе Саратовской области России, в составе Куриловского сельского поселения. Население — 649 (2010).

## География
Село расположено на правом берегу реки Большой Узень, юго-западнее села Куриловка, в 24,6 км к северо-северо-востоку от районного центра, города Новоузенска.

## История
Крепость Узень построена в 1787 году для защиты от кочевников. Крепость имела форму 11-конечной звезды и располагала 12-ю батареями высотой до 6,5 метров. На службу в гарнизон нового русского форпоста в августе 1788 года были направлены отставные солдаты, селиться при укреплении разрешено было беглым крестьянам. Поселение было названо городом Узень. Однако, находясь в 75 километрах севернее стремительно разраставшейся слободы Александров Гай, узенская крепость изначально была построена в «тылу» и по назначению не использовалась. Летом 1797 года узенскую крепость как оборонительное сооружение упразднили. Церковь разобрали и перенесли в Чертанлу (Новоузенск), туда же переселилась и часть жителей. Оставшееся поселение постепенно заселяли приезжие государственные крестьяне (русские и малороссы, православные и сектанты), и к середине XIX века оно уже было крупным оживлённым (казённым) селом.
В 1859 году в населённом пункте проживало около 1,2 тысячи жителей, имелись православная церковь и почтовая станция. Село относилось к Новоузенскому уезду Самарской губернии.
Согласно Списку населённых мест Самарской губернии 1910 года село относилось к Куриловской волости, здесь проживало 1314 мужчин и 1402 женщины, село населяли бывшие государственные крестьяне, преимущественно русские, православные, в селе имелись церковь, земская и церковно-приходская школы, 9 ветряных мельниц.
В 1919 году в составе Новоузенского уезда село включено в состав Саратовской губернии.

## Население
Динамика численности населения по годам:
| 1859 | 1889 | 1897 | 1910 | 2002 |
| ---- | ---- | ---- | ---- | ---- |
| 1180 | 2328 | 2277 | 2716 | 640  |

| 2002 | 2010 |
| ---- | ---- |
| 640  | ↗649 |

Национальный состав
Согласно результатам переписи 2002 года большинство населения составляли русские (79 %).